# (10232) 1997 WR49
A (10232) 1997 WR49 a Naprendszer kisbolygóövében található aszteroida. A LINEAR program keretében fedezték fel 1997. november 26-án.

## Kapcsolódó szócikk
- Kisbolygók listája (10001–10500)